# Googleしごと検索
Google しごと検索（グーグル しごとけんさく）は、Googleの検索結果に対して、求職に関するキーワードを入力すると検索結果画面に、求人情報が表示される機能。日本では、2019年1月23日にサービスの提供が開始。
Googleしごと検索によって表示される求人エリアは、企業のロゴや募集内容、募集地、時給、雇用形態、広告の提供元などの要素で構成されている。
有料広告とオーガニック検索との間に表示される。